# Česká věda

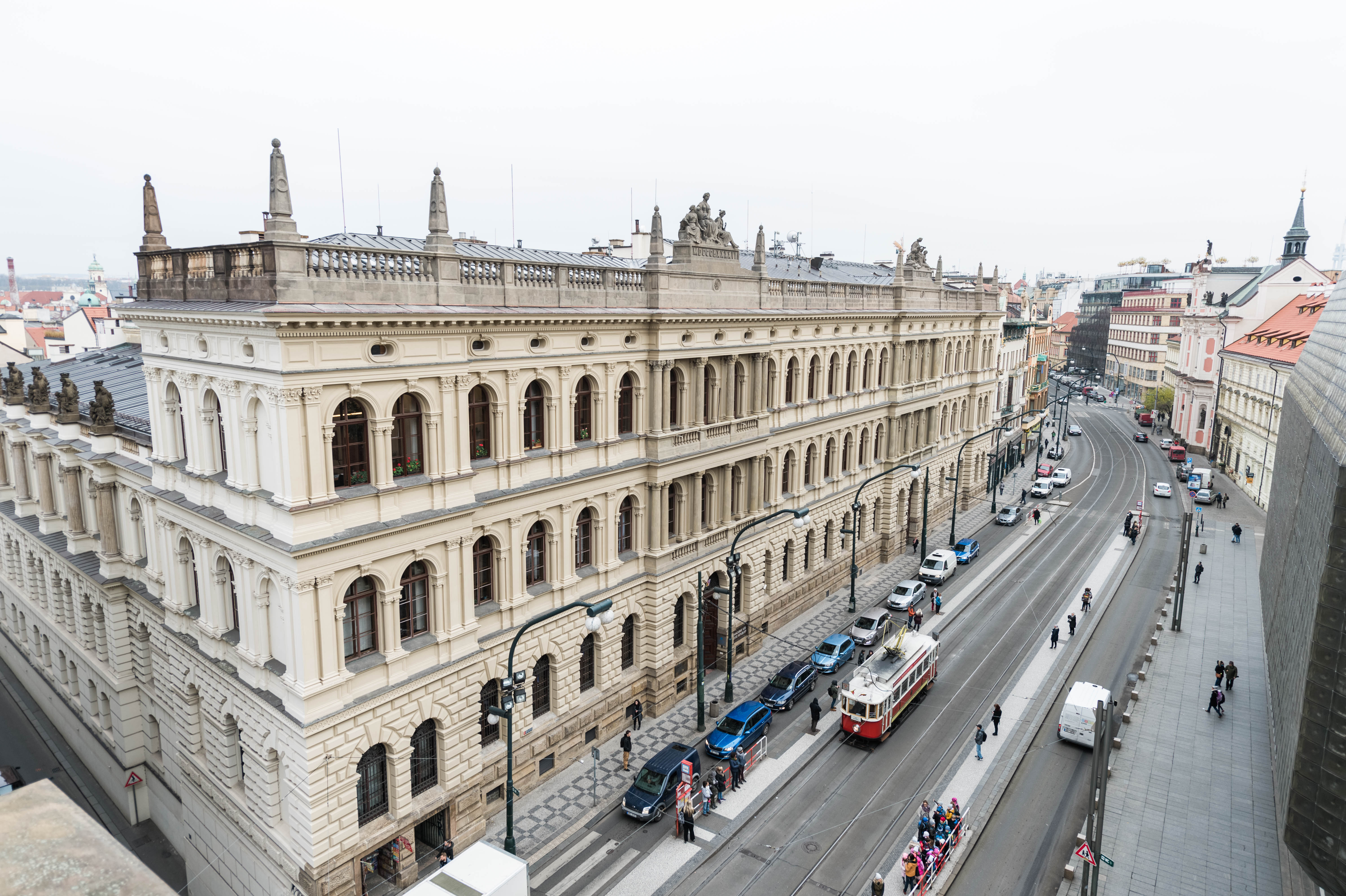
Budova Akademie věd ČR v Praze

Česká věda má dlouholetou tradici, ve středověku byla Praha klíčovým centrem vzdělanosti ve střední Evropě. V Česku se narodilo mnoho vědeckých a intelektuálních osobností, byť řada z nich ze země odešla. Kořeny zde má genetika, fenomenologie i psychoanalýza. Rašila zde protestantská teologie i moderní pedagogika. Česko se může přihlásit ke dvěma Nobelovým cenám za vědu, k Nobelově ceně za fyziologii a lékařství manželů Gerty a Carla Coriových z roku 1947 a k Nobelově ceně za chemii Jaroslava Heyrovského z roku 1959. K největším vynálezům českých vědců patří lodní šroub, kontaktní čočky nebo léky vyvinuté Antonínem Holým. Některé obory jsou rozvinuty tradičně, v přírodních vědách je to chemie a molekulární biologie, v humanitních egyptologie či lingvistika (rozluštění chetitského písma, Pražský lingvistický kroužek).

## Historie

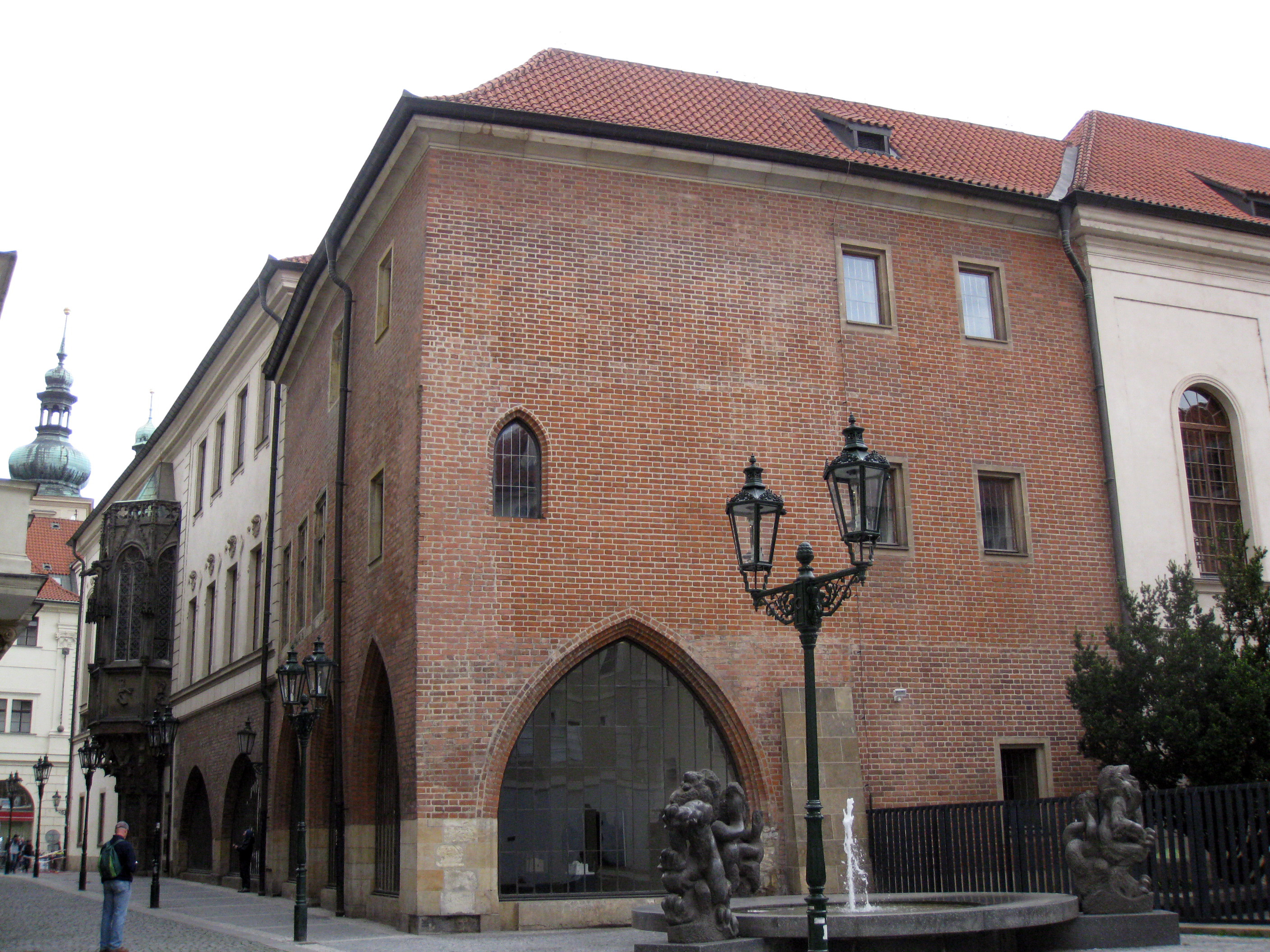
Karolinum, nejstarší část Univerzity Karlovy

Kořeny teologického myšlení sahají až k cyrilometodějské misii na Velké Moravě. Zásadním impulsem k rozvoji abstraktního myšlení bylo založení Karlovy univerzity králem Karlem IV. roku 1348. Šlo o první univerzitu ve střední Evropě či též "na sever od Alp a na východ od Paříže", jak bývá často uváděno. Na univerzitě vzniklo prostředí, v němž se rozvinulo originální české teologické myšlení, husitské, jež bývá považováno za počátek evropské reformace.  
K rozvoji věd přírodních dala zásadní impuls epocha rudolfínská, kdy v Praze působily špičky rodících se přírodních věd (Tycho Brahe, Johannes Kepler). Tradici však přervalo neúspěšné stavovské povstání, třicetiletá válka a následná periferizace českých zemí. To se pokoušelo od konce 18. století zvrátit české národní obrození, které přineslo i významné vědecké instituce: Královskou českou společnost nauk roku 1784 a Vlastenecké muzeum v Čechách (dnes Národní muzeum) roku 1818.

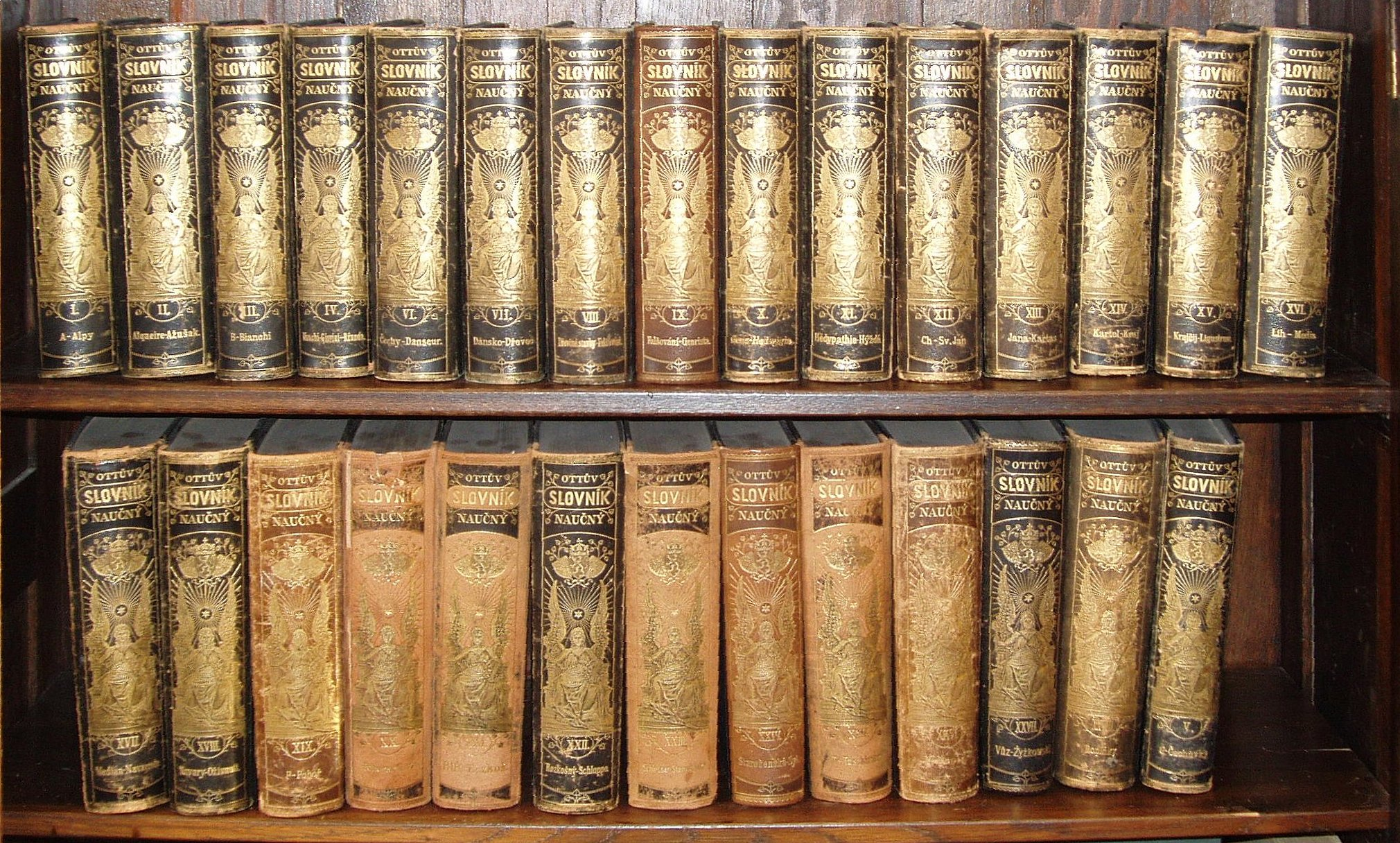
Ottův slovník naučný

Ve druhé polovině 19. století rozvoji vědy výrazně napomohl masivní růst průmyslové výroby, když se české země staly nejprůmyslovější částí Rakousko-uherské monarchie (viz též Průmyslová revoluce v Česku). Sílu české vzdělanosti tehdy manifestoval kupříkladu Ottův slovník naučný (vydáván od roku 1888), největší tištěná encyklopedie po Britannice. Roku 1890 vznikla vedle Královské společnosti Česká akademie věd a umění sídlící v Národním muzeu. Prostor pro vědu vytvořila i nová Československá republika založená roku 1918. V Brně byla tehdy (1919) například založena Masarykova univerzita, dnes druhá největší v zemi. 

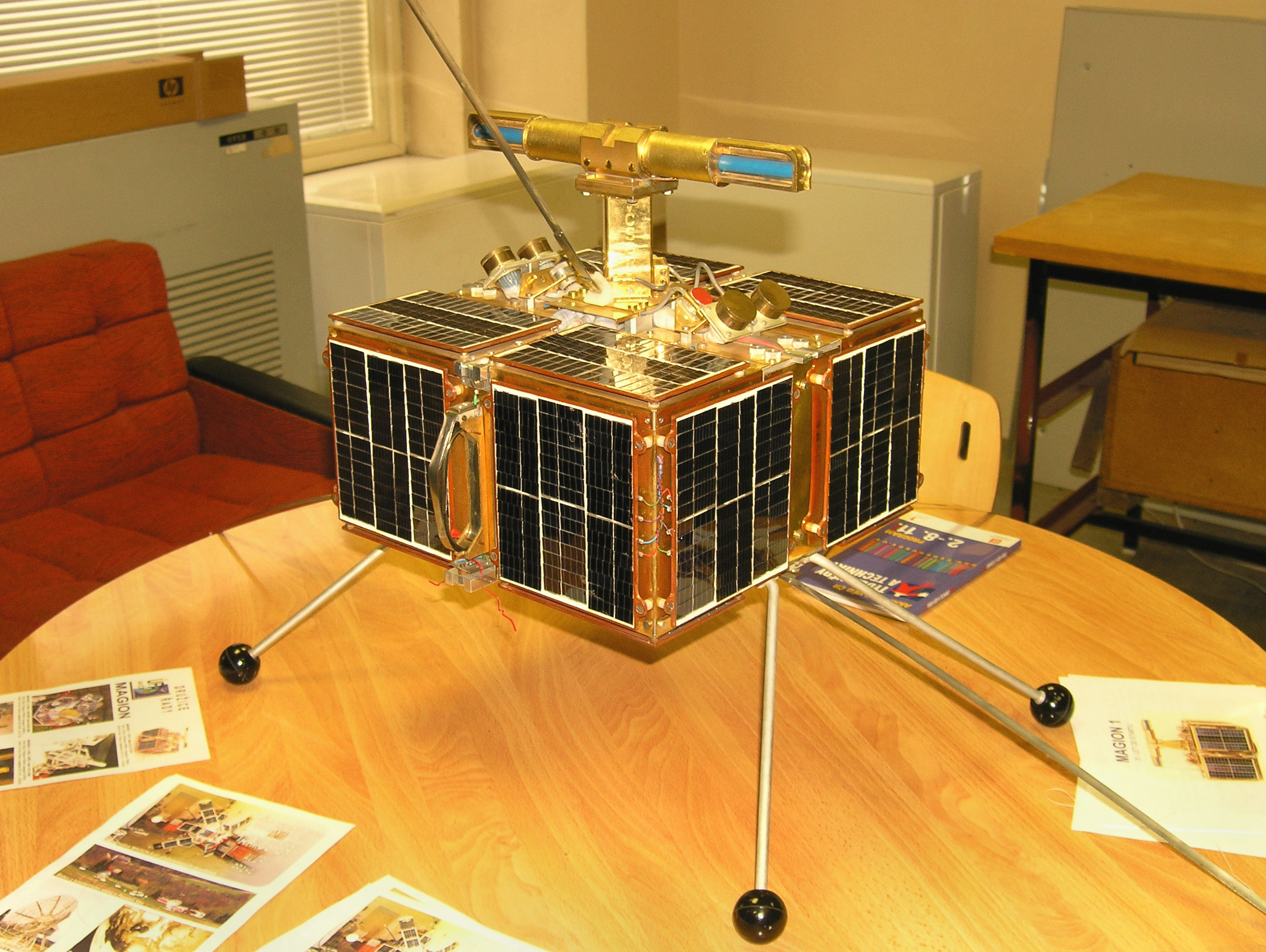
Družice Magion

Komunistický systém po roce 1948 kladl po vzoru Sovětského svazu důraz místo na univerzity na akademii věd a její ústavy. Královská společnost nauk, Česká akademie věd a umění a deset samostatných vědeckých ústavů (mj. Slovanský a Orientální ústav) bylo roku 1953 sloučeno do centrální Československé akademie věd. Výkladní skříní režimu pak byla účast na sovětském vesmírném programu Interkosmos (čs. družice Magion, první československý kosmonaut Vladimír Remek – první člověk ve vesmíru, který nebyl občanem USA či SSSR). Roku 1959 se české vědě podařilo získat i jednu Nobelovu cenu – za chemii pro Jaroslava Heyrovského. Toto ocenění získali již krátce po válce i dva čeští rodáci – Gerty Coriová a její manžel Carl Cori, rodáci z Prahy a absolventi Německé univerzity v Praze, působící v USA.
Po revoluci 1989 bylo ve spolupráci s Evropskou unií otevřeno několik nových vědeckých center zaměřených mj. na nanotechnologie a laserovou techniku (CEITEC, ELI Beamlines, HiLASE aj.). Praha se stala sídlem Agentury Evropské unie pro Kosmický program, která řídí navigační systém Galileo. V Antarktidě byla založena česká Mendelova polární stanice.

## Osobnosti

### Humanitní a sociální vědy

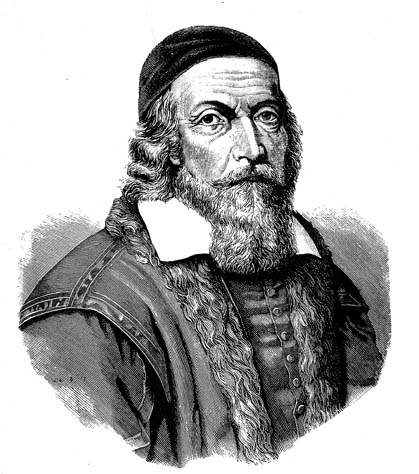
Jan Amos Komenský

Zakladatelem české vzdělanosti byl Konstantin Filozof, první významný myslitel působící na českém území. Za prvního českého filozofa lze považovat Tomáše Štítného ze Štítného, jenž předznamenal v mnohém husitství. Významnými středověkými – a reformačními – teology byli Jan Hus, Jeroným Pražský, Jan Rokycana a Petr Chelčický. Daniel Adam z Veleslavína byl významnou osobností epochy humanismu. Její největší osobností pak byl Jan Amos Komenský, který podstatným způsobem přispěl k rozvoji moderní pedagogiky, především ve spisech Didactica magna (Velká didaktika), Janua linguarum reserata (Dveře jazyků otevřené), Orbis pictus (Svět v obrazech) a Schola ludus (Škola na jevišti). Jan Blahoslav byl významným bratrským jazykovědcem. Židovskou středověkou vzdělanost reprezentoval především rabbi Löw, jenž vstoupil i do českých pověstí (se svým golemem).
Nejvýznamnějším českým filozofem 18. století byl Bohuslav Balbín.

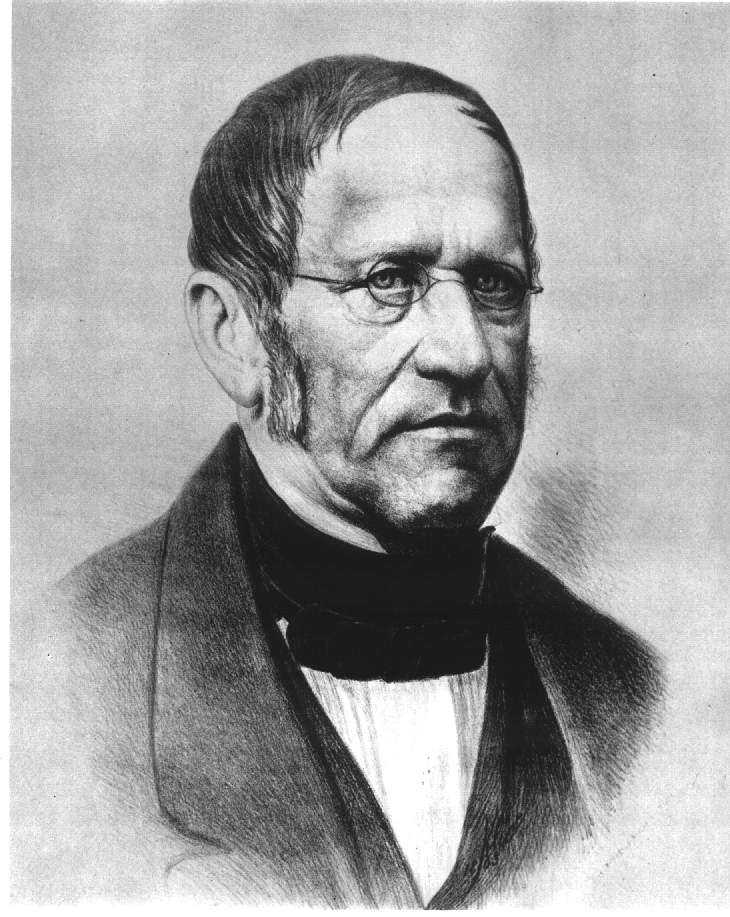
František Palacký

V národním obrození (1. polovina 19. století) sehrála významnou roli jazykověda (Josef Dobrovský, Josef Jungmann, Pavel Jozef Šafařík, Ján Kollár, František Ladislav Čelakovský), historiografie (Gelasius Dobner, František Palacký) a folkloristika (Karel Jaromír Erben). 
Velký vliv na rozvoj české filozofie, zvláště jako pedagog, měl herbartovský estetik Robert von Zimmermann, mj. učitel Tomáše Garrigua Masaryka. Právě Masaryk a jeho okruh kolem časopisu Čas (Jan Herben, Jan Gebauer) byli vůdčími intelektuálními osobnostmi 2. poloviny 19. století. Právě tento okruh odstartoval tzv. rukopisné spory roku 1886 a spor o smysl českých dějin roku 1912, právě v těchto diskusích český národ tehdy nejvíce ohmatával svou identitu. Významným intelektuálem byl i Konstantin Jireček, který rozvinul obor byzantologie (viz např. Jirečkova linie) a sehrál významnou roli v bulharském národním obrození, nebo vynikající orientalista a archeolog Alois Musil (bratranec slavného rakouského spisovatele Roberta Musila). Velkou společenskou roli měl národopisec Vojta Náprstek či etnograf Emil Holub.

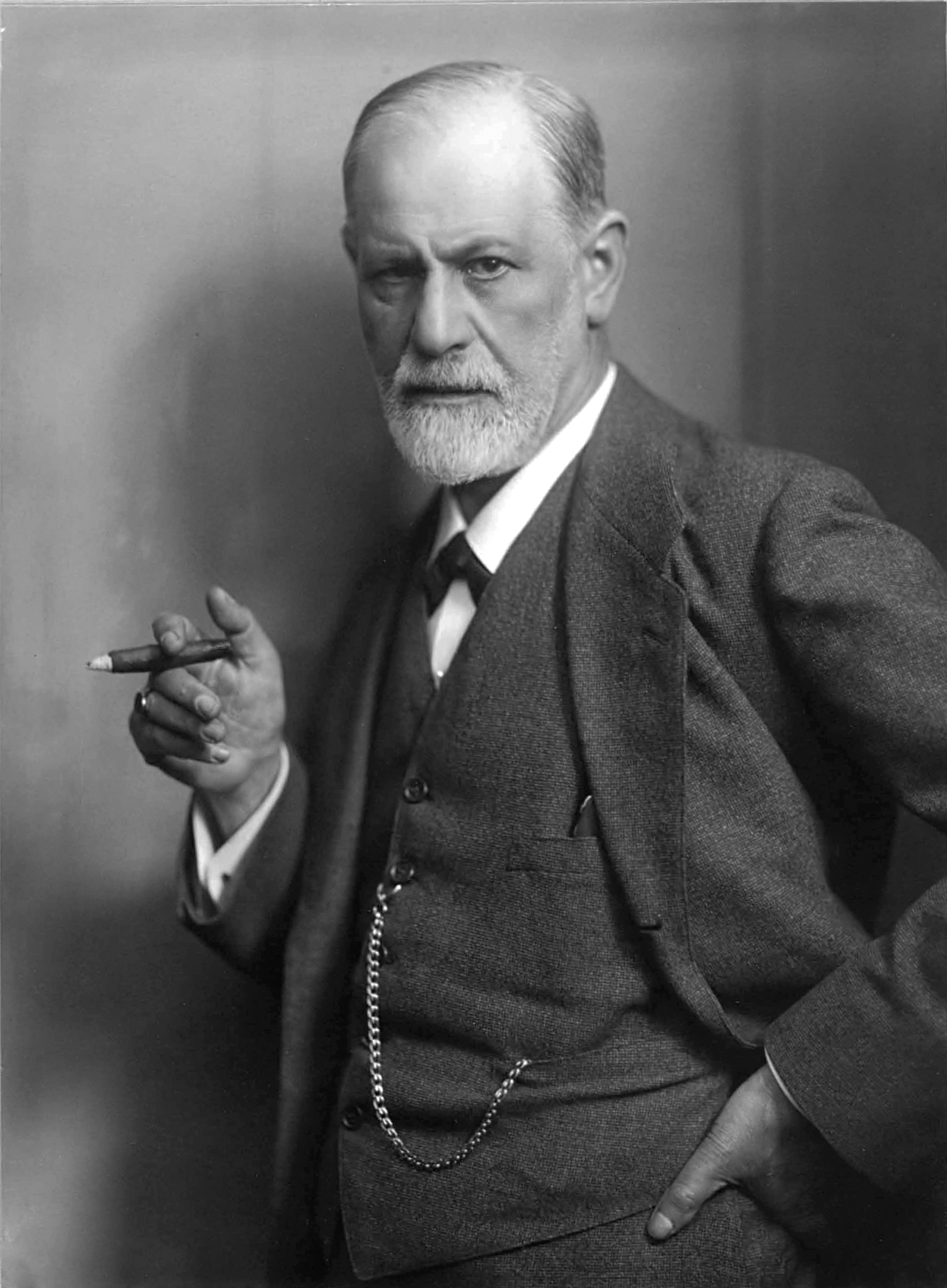
Sigmund Freud

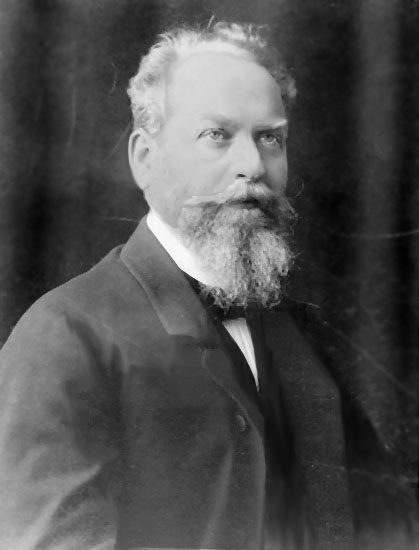
Edmund Husserl

Navzdory rozvoji, mnozí nadaní rodáci, zejména německy mluvící, v té době české země opouštěli a uplatňovali se ve Vídni a jinde. Příkladem mohou být filosof a zakladatel fenomenologie Edmund Husserl (rodák z Prostějova), zakladatel psychoanalýzy Sigmund Freud (Příbor na Moravě), ekonom Joseph Schumpeter (Třešť), marxistický teoretik Karl Kautsky (Praha), právní teoretik Hans Kelsen (Praha), ekonom Eugen Böhm von Bawerk (Brno), zakladatel tvarové psychologie Max Wertheimer (Praha), hudební teoretici Eduard Hanslick (Praha), Guido Adler (Ivančice) a August Wilhelm Ambros (Mýto), jazykovědec Julius Pokorny (Praha), filozof Herbert Feigl (Liberec) či historik umění Anton Heinrich Springer (Praha). Odcházeli ale i někteří česky mluvící, jako historik umění Max Dvořák či antropolog Aleš Hrdlička. Naopak v Praze po celý život zůstal německy mluvící filozof Bernard Bolzano.

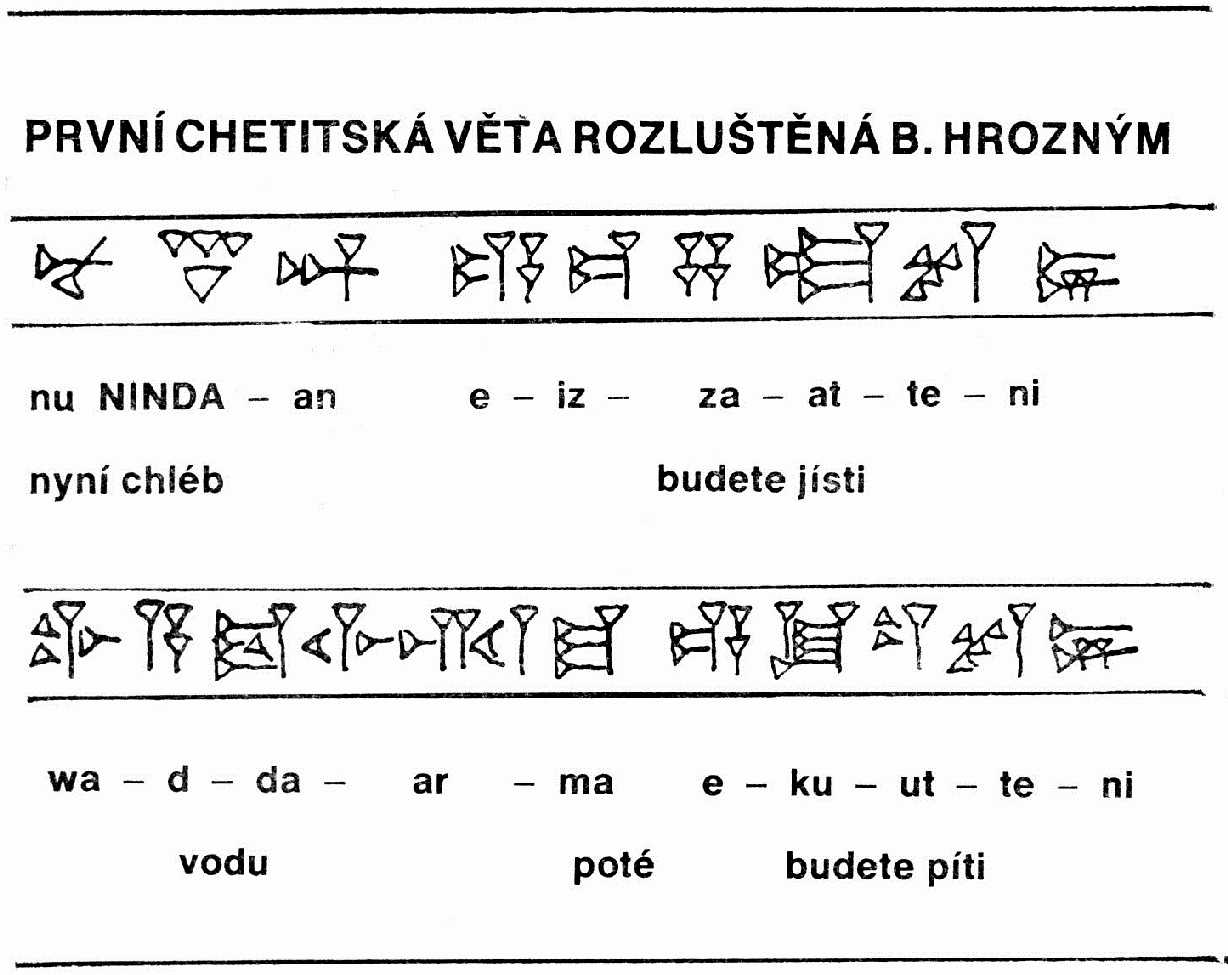
První rozluštěná chetitská věta

Za první republiky vědeckých úspěchů dosáhl orientalista Bedřich Hrozný, který rozluštil jazyk Chetitů, archeolog Karel Absolon objevil proslulou Věstonickou venuši, významným archeologem byl i Lubor Niederle. Mimořádný rozkvět zažívala jazykověda, v Praze se ustavil tzv. Pražský lingvistický kroužek (Vilém Mathesius, Roman Jakobson, Jan Mukařovský, Bohuslav Havránek, René Wellek), který prosazoval strukturalistický přístup k jazyku a světu. Osobitou českou nietzscheánskou filozofii tehdy tvořil Ladislav Klíma, teoretik umění Karel Teige inspiroval uměleckou avantgardu. 
Nacistická okupace ze země vyhnala i významné budoucí myslitele, sociologa Ernesta Gellnera a filozofa Viléma Flussera, byť oba shodou různých okolností zemřeli nakonec v Česku. Podobně jako Gellner se tématu nacionalismu věnoval i další emigrant před Hitlerem politolog Karl Wolfgang Deutsch. Poválečný odsun Němců zasáhl budoucího nositele Nobelovy ceny za fyziku Petera Grünberga.
V 60. letech 20. století zájem světa budil neortodoxní marxismus, který byl hlavním ideovým zázemím pražského jara 1968, a který reprezentovali zejména Karel Kosík (spis Dialektika konkrétního) či Eduard Goldstücker. V 70. letech to byly spíše myšlenky filozofa Jana Patočky, které se staly ideovou základnou Charty 77, či filozofa undergroundu Egona Bondyho. Vysokou úroveň měla po celou dobu socialistického režimu egyptologie, která se prezentovala mj. vykopávkami v Abusíru (zejm. Miroslav Verner). Zvláštní kapitolou dějin vědy v socialistickém Československu byl státní psychologický výzkum účinků LSD. Podílel se na něm i Stanislav Grof, který později v USA vytvořil metodu holotropního dýchání. Světový zájem vzbudili i archeologické experimenty Pavla Pavla či koncept nacionalizace historika Miroslava Hrocha.
Po roce 1989 si vysokou prestiž získali teolog Tomáš Halík, sociolog Jan Keller a filozof Václav Bělohradský.

### Přírodní, exaktní a technické vědy
Érou vědeckého rozkvětu byla epocha Rudolfa II. Na jeho pražském dvoře působili astronomové Tycho Brahe a Johannes Kepler. V Praze v té době navíc působil i významný židovský matematik David Gans. Lékař Ján Jesenský v Praze provedl první veřejnou pitvu. Osobními lékaři Rudolfa II. byli Tadeáš Hájek z Hájku a Jakub Horčický z Tepence. Pro Keplera vyráběl čočky do dalekohledu Antonín Maria Šírek z Rejty.
Roku 1460 se v Chebu narodil významný matematik Johannes Widmann, který zavedl znaménka plus a minus, působil ale po většinu života v Lipsku. K vrcholným vzdělancům domácí barokní vědy patřil Jan Marek Marci z Kronlandu či botanik Georg Joseph Kamel. Kněz Prokop Diviš v té době vynalezl hromosvod. Český jezuita a astronom Christian Mayer posunul zásadním způsobem výzkum dvojhvězd. V Praze se v té době, byť tak trochu náhodou, také narodil Alois Senefelder, který roku 1796 vynalezl litografii.

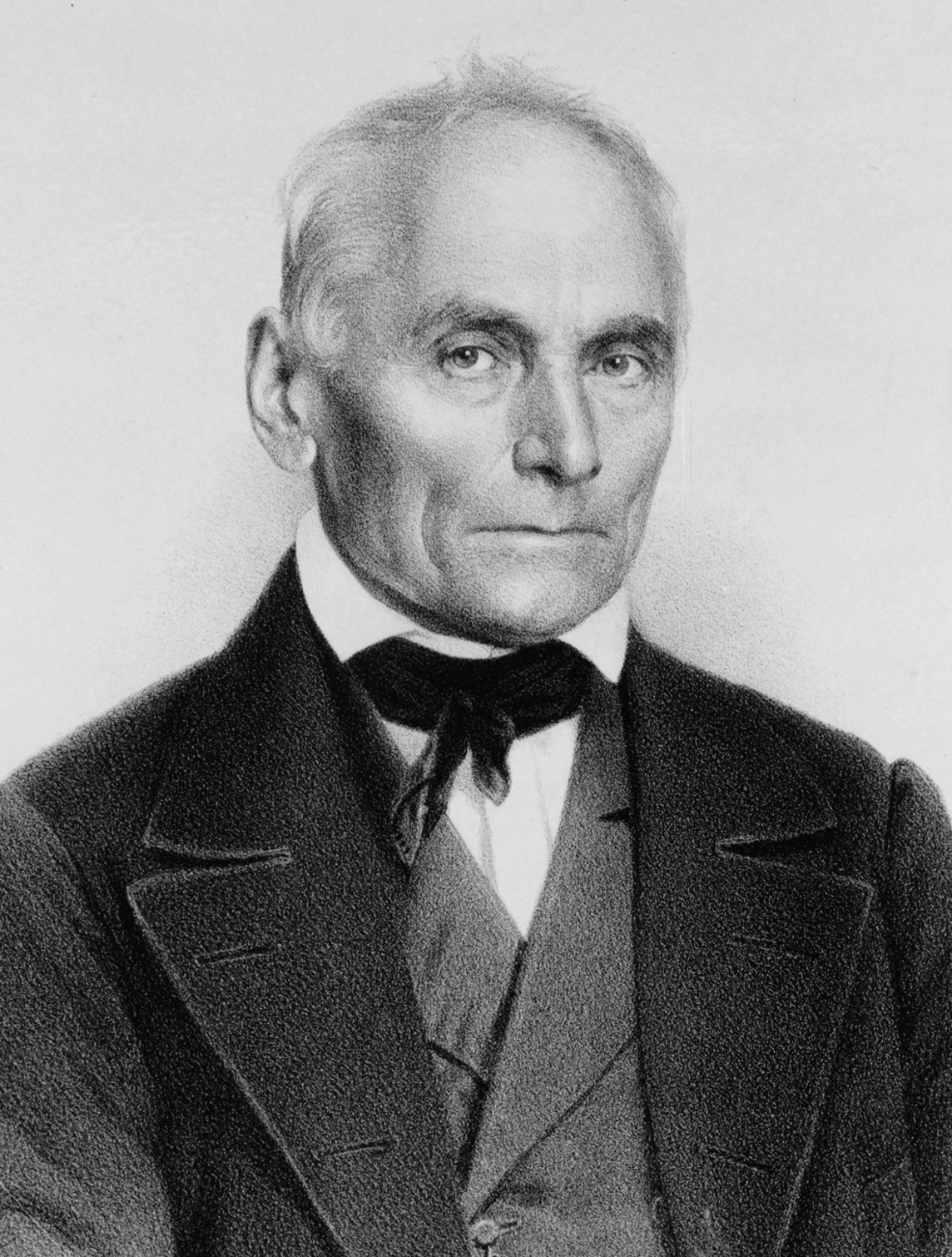
Jan Evangelista Purkyně

Na vzniku moderní české vědy se podíleli zejména Ignác Born a Kašpar Šternberk. Na založení Národního muzea se významně podílel i botanik Bedřich Všemír Berchtold z Uherčic, jeho sbírky se staly základem sbírek muzea. Muzeum vzniklo v rámci procesu českého národního obrození. Přírodní a technické vědy rozvíjeli v éře obrození Jan Evangelista Purkyně, Jan Svatopluk Presl, Karel Bořivoj Presl či vynálezce lodního šroubu Josef Ressel. František Josef Gerstner sestrojil první parní stroj v českých zemích (1805–1807), Josef Božek předvedl první parovůz (1815) a paroloď (1817). Bratranci Veverkové vynalezli ruchadlo. Německou vědu v Čechách reprezentoval například Christian Doppler. V Čechách v té době působil i francouzský paleontolog Joachim Barrande. Julius Vincenc Krombholz položil základy velké tradice mykologie u nás. Bezprostředně na ni navázal kupříkladu August Corda, později Josef Velenovský. Botanik Václav Bojer probádal v 1. polovině 19. století flóru Madagaskaru, František Vilém Sieber mj. Mauricia, Josefína Kablíková se naopak soustředila na zmapování domácí květeny, zvláště krkonošské.

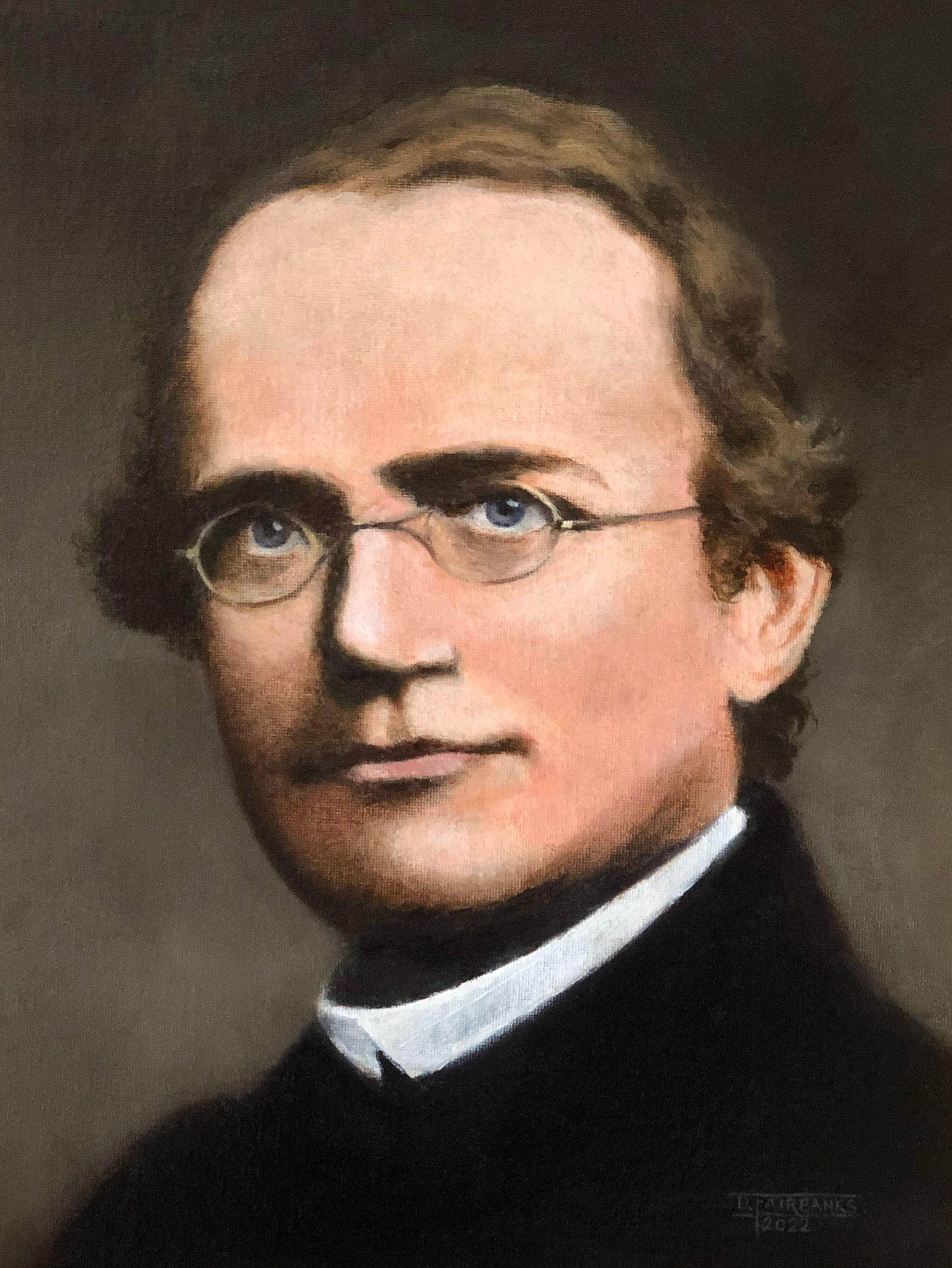
Gregor Mendel

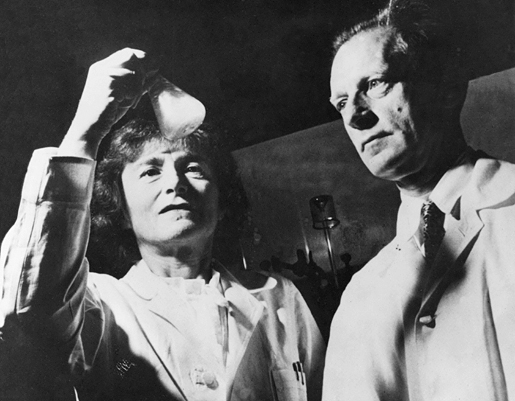
Manželé Coriovi

I v oblasti přírodních věd svou vlast opustilo mnoho talentovaných rodáků. Matematik Kurt Gödel, biologové Gerty Coriová a Carl Cori (nositelé Nobelovy ceny za fyziologii a lékařství), astronom Johann Palisa, chemik Johann Josef Loschmidt, průkopník půdní mechaniky Karl von Terzaghi, botanik Heinrich Wilhelm Schott, astronomové Theodor von Oppolzer a Joseph Johann von Littrow, zakladatel dermatologie Ferdinand von Hebra, chemik Hans Tropsch. Do Vídně odešel i český lékař Karel Rokytanský a jeho spolupracovník Josef Škoda, stejně jako významný chirurg Eduard Albert, patolog Otto Kahler či žatecký neurolog Gabriel Anton. Další v Čechách narozený lékař, Johann Nepomuk Czermak, měl zásadní podíl na prosazení laryngoskopu do otorhinolaryngologie. Chemik Otto Hönigschmid bádal v Mnichově, matematik Nikolaj Brašman v Rusku, chemik Friedrich Reinitzer ve Štýrském Hradci. Z německy mluvících vědců v českých zemích naopak zůstali pracovat světově významný biolog Gregor Mendel, zakladatel genetiky, fyzik Ernst Mach, nebo neurolog Arnold Pick. V Praze na německé univerzitě krátký čas působil i fyzik Albert Einstein.
Ani česky mluvící věda však nestála v 2. polovině 19. století stranou. Rozvíjela se v těsném sepětí s průmyslem, který rychle mohutněl. Jejími klíčovými představiteli byli vynálezce obloukové lampy František Křižík či objevitel čtyř krevních skupin Jan Janský. Fyzik Vincenc Strouhal definoval tzv. Strouhalovo číslo. Do dějin fotografické a polygrafické techniky v té době výrazně zasáhly Jakub Husník a Karel Klíč. Průkopníkem aviatiky byl Jan Kašpar. Jan Kříženecký roku 1898 představil první kinematograf v českých zemích. Geologickému studiu Himálají obětoval i svůj život Ferdinand Stolička. Chemik Zdenko Hans Skraup objevil reakci zvanou Skraupova syntéza.

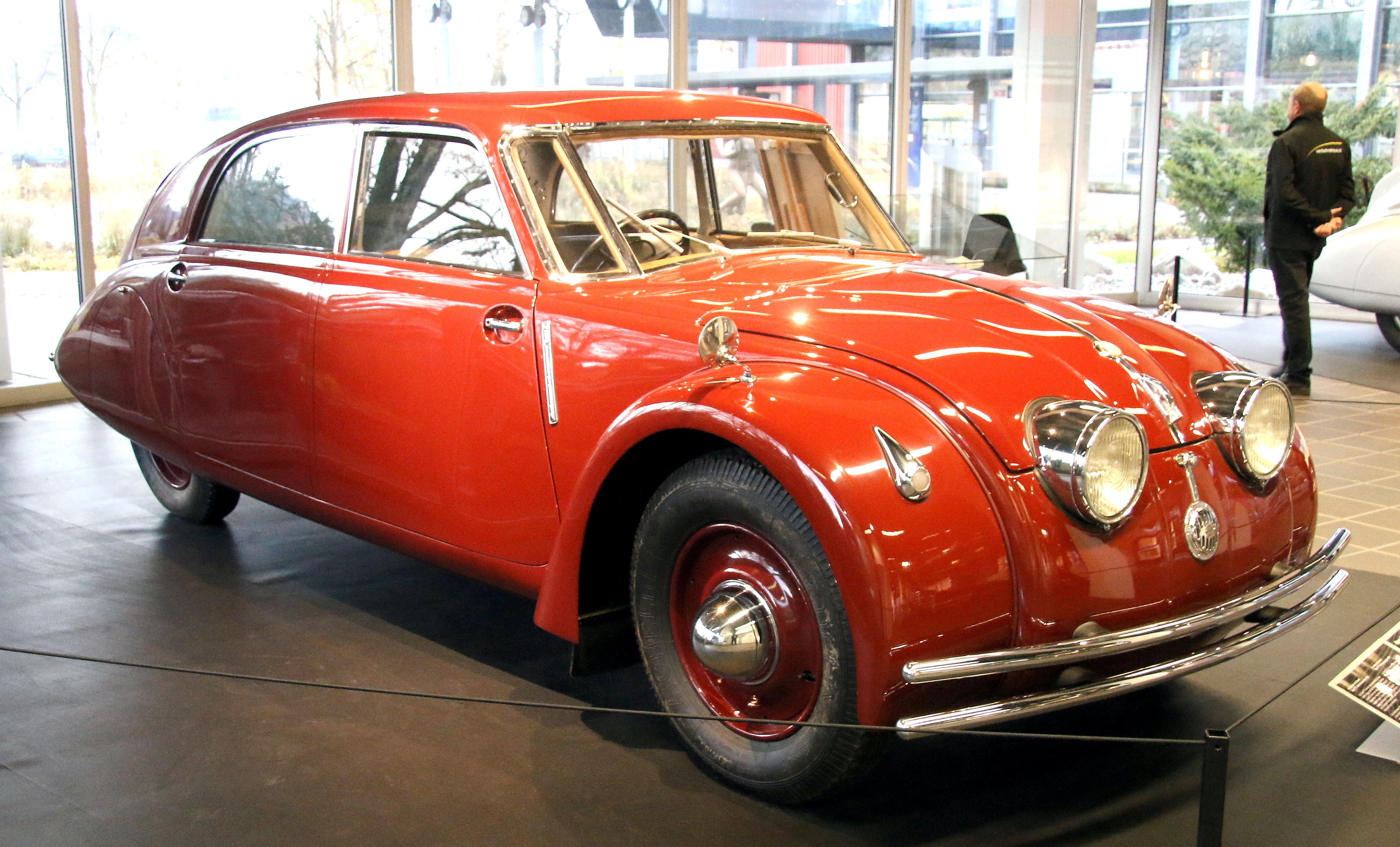
Tatra 77

Za první republiky se v oblasti topologie výrazně prosadil matematik Eduard Čech. Botanik Alberto Vojtěch Frič objevil řadu nových kaktusů. Dalším významným botanikem byl Karel Domin. Technik Viktor Kaplan vynalezl nový druh turbíny. Hans Ledwinka zkonstruoval roku 1934 první sériově vyráběný automobil s aerodynamickou karosérií Tatra 77. Členem vzducholodních výprav Umberta Nobileho a Roalda Amundsena byl fyzik František Běhounek.

Brněnský rodák Georg Placzek se podílel na projektu Manhattan, tedy výrobě první atomové bomby. Hvězdárnu na Skalnatém plese ve 40. letech vybudoval a vedl astronom Antonín Bečvář.

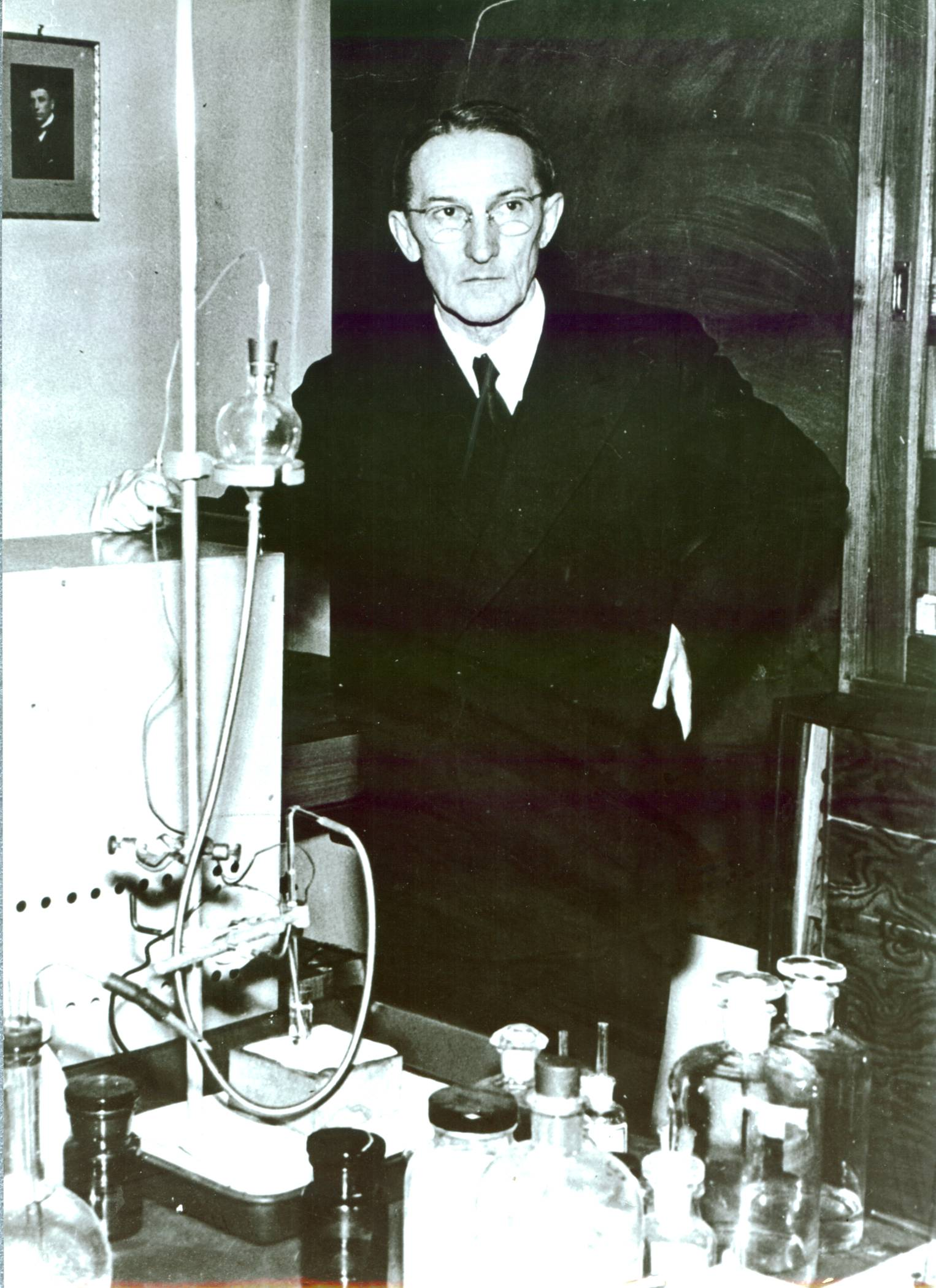
Jaroslav Heyrovský

Slavný automobilový konstruktér Ferdinand Porsche se také narodil v Čechách, ovšem prosadil se zejména v Německu a jako spolupracovník s nacisty by se do republiky po válce ani vrátit nemohl. Mezi Němci odsunutými po druhé světové válce byl i budoucí nositel Nobelovy ceny za fyziku za rok 2007 Peter Grünberg.

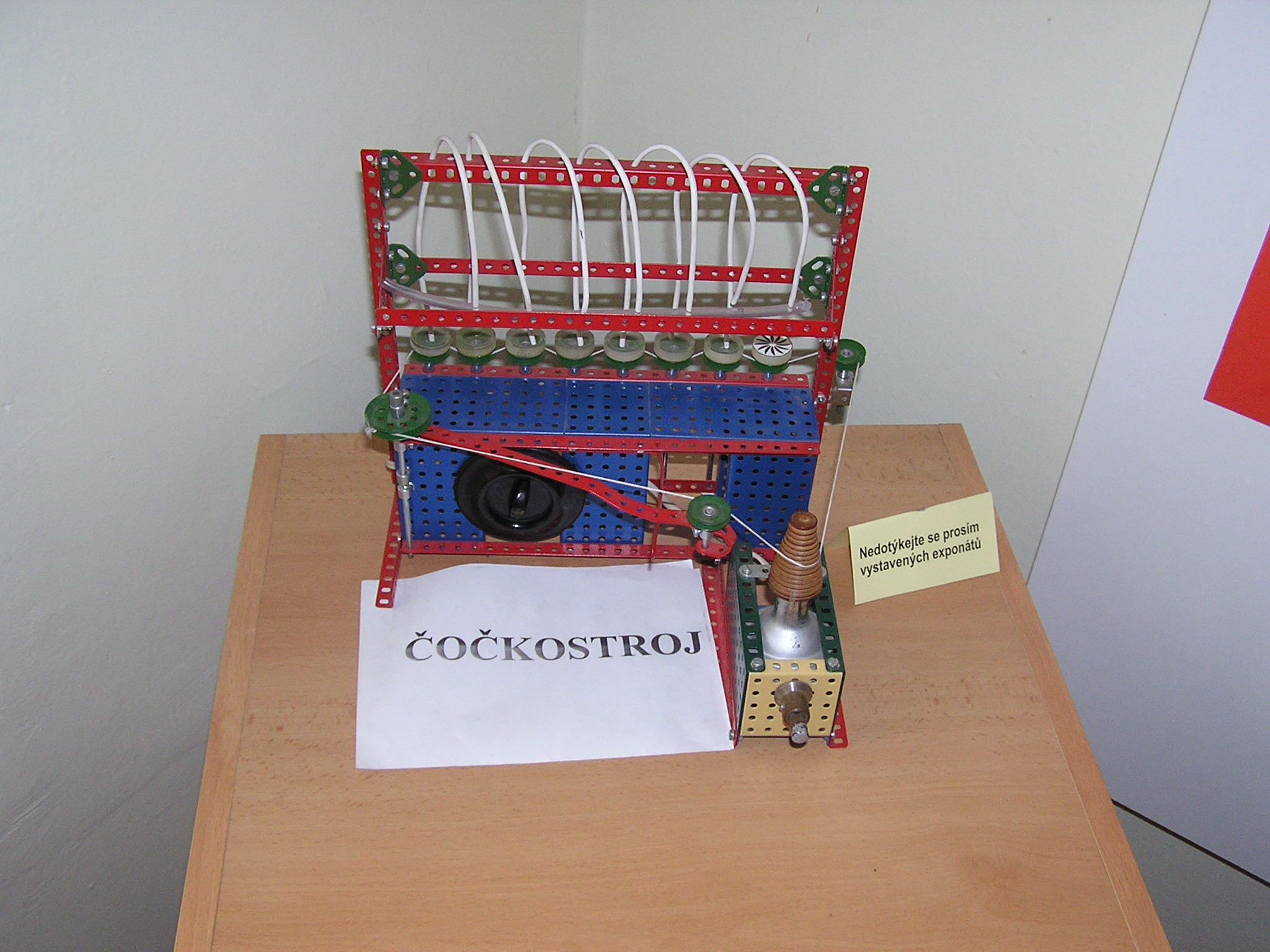
Přístroj, na kterém Otto Wichterle vyrobil první kontaktní čočky

Po druhé světové válce bylo největším úspěchem české vědy udělení Nobelovy ceny za chemii Jaroslavu Heyrovskému roku 1959, za objev polarografie a analytickou chemii. Vynálezem kontaktních čoček a silonu proslul Otto Wichterle. Oldřich Homuta vynalezl roku 1957 praktickou pomůcku do domácnosti: remosku. Matematik Miroslav Katětov navázal na dobré Čechovy výsledky v oboru topologie. Přímým Čechovým žákem byl Petr Vopěnka, ale ten se obrátil především k teorii množin. Významným astronomem byl Antonín Mrkos působící na Hvězdárně Kleť. Armin Delong dosáhl mimořádných výsledků v oblasti mikroskopie. Stanislav Brebera vynalezl trhavinu Semtex.
Dalším celosvětově významným vědcem se stal chemik Antonín Holý, tvůrce poměrně účinných léků na AIDS i nového léku proti žloutence typu B. Mnoho vědců českého původu působí v zahraničí, mj. v Dánsku působí významný český biolog Jiří Bartek či v USA chemik Jiří Čížek.

## Další známí vědci z Česka
- Archeologie: Jan Filip, Ivan Borkovský
- Astronomie: Luboš Kohoutek, Zdeňka Vávrová, Lenka Kotková, Miloš Tichý, Petr Pravec, Jana Tichá, Karel Anděl, Zdeněk Kopal, Emil Buchar
- Biologie: Petr Baldrian,[40][41] Miroslav Holub, Josef Holub, Filip Maxmilián Opiz, Zdeněk Pouzar, Jan Klein,[2][39] Jiří Lukáš,[2][42] Jiří Městecký,[2][42] Johann Christian Mikan, Roman Pavela,[40][41] Petr Pyšek[40][41]
- Ekologie: Jan Vymazal[40][41]
- Ekonomie: Ladislav Krištoufek[40][41]
- Etnografie: Josef Jireček, Ludvík Kuba
- Filologie: Václav Hanka, Václav Vondrák, Jiří Polívka, Zikmund Hrubý z Jelení
- Filozofie: Ernst Tugendhat
- Fyzika: Jiří Homola,[40] Petr Hořava,[2][39] Luboš Motl, Johann Philipp Neumann, Jan Peřina[42][39]
- Geologie: František Antonín Gerstner
- Historie: Josef Pekař, František Martin Pelcl, Jaroslav Goll, Václav Hájek z Libočan, František Dvorník, Wilhelm Tomaschek
- Chemie: Josef Paldus,[2][42][39], Emil Paleček,[2][39] Pavel Hobza,[2][39] Josef Michl,[2][39] Martin Pumera,[40] Radek Zbořil[40]
- Literární věda: Otokar Fischer, Pavel Janáček
- Matematika: Ivo Babuška, Vojtěch Jarník, Jiří Matoušek
- Medicína: Stanislaus von Prowazek, Jiří Procháska, Eva Syková[42][40]
- Muzikologie: Zdeněk Nejedlý
- Paleontologie: Jozef Augusta
- Psychologie: Jan Křesadlo
- Teologie: Jakoubek ze Stříbra, Jan Milíč z Kroměříže, Tomáš Špidlík